# Cities on flame with rock and roll
"Cities on Flame with Rock and Roll" en un tema musical de la banda Norteamericana de hard rock Blue Öyster Cult, más concretamente de su disco debut también llamado Blue Öyster Cult de 1972. Esta canción fue escrita por Sandy Pearlman, Donald Roeser, y Albert Bouchard. Fue lanzada como sencillo. El riff del tema estuvo inspirado en la canción The Wizard de Black Sabbath de su disco debut homónimo. Este tema aparece en el videojuego musical lanzado en 2007 Guitar Hero III: Legends of Rock. Muchos artistas han versionado este tema, Iced Earth lo hizo en su disco de versiones Tribute to the Gods. La banda Japonesa de stoner metal Church of Misery versionó esta canción en su disco debut "Master of Brutality". 3 Inches of Blood también la versionó y la añadió en su disco Here Waits Thy Doom como un tema extra.